# Harry Cohn
Harry Cohn (Nova York, 23 de juliol de 1891 - Phoenix, 27 de febrer de 1958) va ser cofundador, president i director de producció de Columbia Pictures Corporation.

## Vida i carrera
Cohn va néixer en una família jueva de classe treballadora. El seu pare, Joseph Cohn, era un sastre procedent d'Alemanya, i la seva mare, Bella Joseph, era de la Demarcació jueva de l'Imperi Rus. Va deixar l'escola d'hora i va tenir diverses feines, com ara cantant a un cor, venedor de pells, conductor de tramvia o "demostrador de cançons" (terme amb què es coneixia els pianistes i vocalistes que a principis del segle xx treballaven en grans magatzems i editorials musicals mostrant les noves partitures) per a una impremta de partitures. També va aparèixer en un actuació de vodevil amb Harry Ruby.
Va entrar a la indústria cinematogràfica quan va aconseguir una feina a Independent Moving Pictures (que recentment s'havia fusionat per formar part d'Universal Film Manufacturing Company), on ja treballava el seu germà gran, Jack Cohn. Els germans hi van fer la seva primera pel·lícula, Traffic in Souls. Cohn es va convertir en secretari personal del president d'Universal, Carl Laemmle.
El 1919, Cohn es va unir al seu germà i company d'empleat de l'IMP Joe Brandt, per fundar CBC Film Sales Corporation. Les inicials oficialment significaven Cohn, Brandt i Cohn, però els vells de Hollywood van assenyalar els esforços de baix pressupost i classe baixa de la companyia i van batejar CBC com "Corned Beef and Cabbage" (col i carn enllaunada). Harry Cohn va gestionar la producció cinematogràfica de la companyia a Hollywood, mentre que el seu germà va gestionar les seves finances des de Nova York. La relació entre els dos germans no sempre va ser bona, i Brandt, trobant l'associació estressant, finalment va vendre la seva tercera part de l'empresa a Harry, que va assumir el càrrec de president, moment en què l'empresa havia passat a anomenar-se Columbia Pictures Corporation.

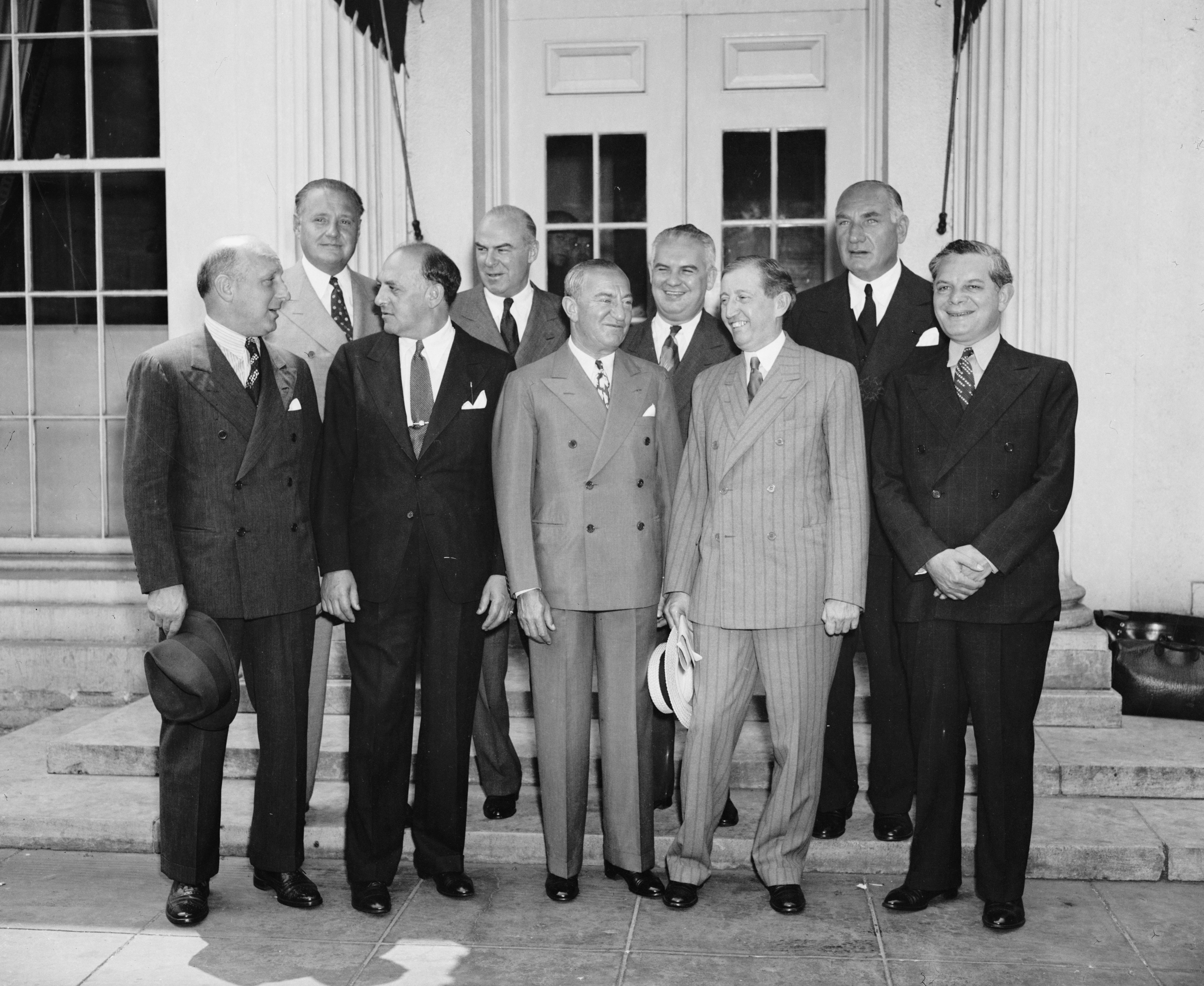
A la Casa Blanca, primera fila, d'esquerra a dreta: Barney Balaban, Paramount; Harry Cohn, Columbia Pictures; Nicholas M. Schenck, Loew's; Will H. Hays i Leo Spitz, RKO. Fila posterior, d'esquerra a dreta: Sidney Kent, 20th Century Fox; NJ Blumberg, Universal; i Albert Warner, Warner Bros., el 1938

La majoria dels primers treballs de Columbia van ser cintes d'acció protagonitzades per Jack Holt. Columbia no va poder treure's el seu estigma com a estudi Poverty Row fins al 1934, quan la comèdia de Columbia del director Frank Capra Va succeir una nit va arrasar els Premis de l'Acadèmia. Els expositors que abans no tocaven els productes de Columbia es van convertir en clients constants. Com a companyia integrada horitzontalment que només controlava la producció i la distribució, Columbia havia estat a mercè dels propietaris dels teatres. Columbia va ampliar el seu abast per oferir als espectadors un programa regular de característiques econòmiques, curtmetratges, serials, diaris de viatges, noticiaris esportius i dibuixos animats. Columbia llançava unes quantes produccions de "classe" cada any (Horitzons perduts, Holiday, Mr. Smith Goes to Washington, The Jolson Story, Gilda, All the King's Men, etc.), però depenia de les seves populars produccions de "pressupost" per mantenir solvent l'empresa. Durant el mandat de Cohn, l'estudi sempre va obtenir beneficis.
Cohn no va construir un grup d'estrelles de cinema com altres estudis. En canvi, generalment va fitxar actors que normalment treballaven per a estudis més cars (Cary Grant, Katharine Hepburn, Mae West, Humphrey Bogart, Dorothy Lamour, Mickey Rooney, Chester Morris, Warren William, Warner Baxter, Sabu, Gloria Jean, Margaret O'Brien, etc.) per atraure una audiència ja predisposada. Les pròpies estrelles de Columbia generalment van sortir de les files d'actors secundaris a actors destacats (Jean Arthur, Rita Hayworth, Larry Parks, Julie Bishop, Lloyd Bridges, Bruce Bennett, Jock Mahoney, etc.). Alguns dels productors i directors de Columbia també es van graduar en llocs menors com a actors, escriptors, músics i ajudants de direcció.
Cohn era conegut pel seu estil de gestió autocràtic i intimidant. Quan va assumir el càrrec de president de Columbia, va mantenir també el de cap de producció, concentrant així un enorme poder a les seves mans. Respectava el talent per sobre de qualsevol atribut personal, però s'assegurava que els seus empleats sabien qui era el cap. L'escriptor Ben Hecht es va referir a ell com " Ullal Blanc ". Un empleat de Columbia el va dir "un monarca tan absolut com Hollywood va conèixer mai". Es va dir que "tenia dispositius d'escolta en tots els escenaris de so i podia sintonitzar qualsevol conversa al plató, i després fer-ho per un altaveu si sentia alguna cosa que li desagradava". Al llarg del seu mandat, el seu sobrenom més popular va ser "King Cohn".
Moe Howard dels Three Stooges va recordar que Cohn era "un autèntic Jekyll i Mr. Hyde... socialment que podia ser molt encantador". Se sap que Cohn cridava i maleïa els actors i directors al seu despatx durant tota la tarda, i els saludava cordialment en un sopar aquella nit. Hi ha algun suggeriment que Cohn va conrear deliberadament la seva reputació de tirà, ja sigui per motivar els seus empleats o simplement perquè augmentava el seu control de l'estudi. Es diu que Cohn va mantenir una fotografia signada de Benito Mussolini, a qui va conèixer a Itàlia el 1933, al seu escriptori fins a l'inici de la Segona Guerra Mundial. (Columbia va produir el documental Mussolini Speaks el 1933, narrat per Lowell Thomas.) Cohn també tenia una sèrie de vincles amb el crim organitzat. Va tenir una llarga amistat amb el mafiós de Chicago John Roselli, i el cap de la mafia de Nova Jersey, Abner Zwillman, va ser la font del préstec que va permetre a Cohn comprar el seu soci Brandt. L'estil descarat, sorollós i intimidatori de Cohn s'ha convertit en una llegenda de Hollywood i, segons es diu, va ser retratat en diverses pel·lícules. Els personatges interpretats per Broderick Crawford a All The King's Men (1949) i Nascuda ahir (1950), ambdues pel·lícules de Columbia, presumptament es basen en Cohn, així com Jack Woltz, un magnat del cinema que apareix a El Padrí (1972) i també Rod Steiger a El gran ganivet .
A la seva manera, Harry Cohn era sentimental per certs assumptes professionals. Va recordar les valuoses contribucions de Jack Holt durant els anys de lluita de Columbia i el va mantenir sota contracte fins al 1941. Cohn va contractar els Three Stooges el 1934 i, segons Larry Fine, "va pensar que li vam portar sort". Cohn va mantenir els Stooges a la seva nòmina fins a finals de 1957. A Cohn li agradava el que va anomenar "aquelles pèssimes pel·lícules 'B'" i va continuar fent-les, juntament amb comèdies i serials de dos rodets, després que altres estudis les havien abandonat.
Segons el biògraf Michael Fleming, Cohn va obligar Curly Howard dels Stooges a seguir treballant després de patir una sèrie d'ictus menors, que possiblement van contribuir a un major deteriorament de la salut de Howard i la seva eventual jubilació i mort prematura, tot i que algunes persones van especular que això no era veritat. Cohn va ser responsable del final brusc de la carrera cinematogràfica de Hazel Scott després que Scott protestés pels vestits degradants que les dones negres havien de portar a la pel·lícula de 1943 de Mae West The Heat's On. Cohn finalment va cedir, però va complir el seu vot que Hazel Scott mai posaria els peus en un estudi de Hollywood mentre visqués.

## Polèmiques

### Assetjament sexual
Diversos comptes han afirmat que Cohn demanava i esperava sexe d'estrelles femenines a canvi d'ocupació. Segons l'escriptor Joseph McBride, Jean Arthur va deixar la indústria cinematogràfica quan el seu contracte amb Columbia Pictures va expirar el 1944 perquè se sap que Cohn assetjava actrius. Quan Joan Crawford va ser pressionada per Cohn després de signar un contracte de tres pel·lícules amb Columbia, ella ràpidament el va aturar dient: "Guarda'l als pantalons, Harry. Estic dinant amb Joan [la seva dona] i els nois [els seus fills]. ] demà."
La relació de Rita Hayworth amb Cohn estava plena de greuges. A la seva biografia, If This Was Happiness, descriu com Cohn es va enfadar quan va negar les seves demandes de tenir sexe amb ell. Tanmateix, la va mantenir sota contracte perquè li va fer guanyar diners. Durant aquests anys de Columbia, cadascun va fer tot el possible per irritar l'altre malgrat la seva exitosa relació laboral. Cohn va intentar preparar Mary Castle com a successora de Hayworth.

### Connexions de mafia
Cohn ha estat acusat de tenir vincles amb el crim organitzat. El 1957, els mafiosos van amenaçar amb violència a Sammy Davis Jr. perquè l'intèrpret estava involucrat amb l'actriu Kim Novak, que estava sota contracte amb Columbia Pictures. Hi ha diversos relats del que va passar, però la majoria coincideix que les figures del crim organitzat que amenaçaven Davis eren properes a Cohn. Segons aquests relats, com que Novak era blanca, a Cohn li preocupava que una reacció contra la relació interracial fes mal a l'estudi. Segons un relat, Cohn va trucar al delinqüent John Roselli, a qui li van dir que informés a Davis que havia de deixar de veure Novak. Per intentar espantar a Davis, Roselli el va fer segrestar durant unes hores. Una altra història relata que l'amenaça va ser transmesa al pare de Davis pel mafiós Mickey Cohen. Davis va ser amenaçat amb la pèrdua de l'altre ull o una cama trencada si no es casava amb una dona negra en dos dies. Davis al seu torn va buscar la protecció del mafiós de Chicago Sam Giancana, que va dir que el podria protegir a Chicago i Las Vegas però no Califòrnia.
Cohn va ser una de les influències (així com Louis B. Mayer) per fer el personatge del cap de l'estudi "Jack Woltz" a la pel·lícula criminal de 1972 El Padrí.

## Vida personal
Cohn va estar casat amb Rose Barker del 1923 al 1941 i amb l'actriu Joan Perry (1911-1996) des del juliol del 1941 fins a la seva mort el 1958.
Tots els seus germans treballaven a Columbia. A més del cofundador Jack, el germà gran Maxwell era productor de curts i Nathan era el gerent de la divisió de Nova York. El nebot de Cohn, Ralph, un dels tres fills de Jack Cohn, va fundar Screen Gems. Un altre dels fills de Jack, Robert, també era executiu de Columbia. La filla de Maxwell era Leonore "Lee" Cohn Annenberg, l'esposa del multimilionari magnat editorial Walter Annenberg de Filadèlfia.

## Mort
Cohn havia patit una cardiomegàlia quan va ser afectat per un atac de cor mentre tornava de Nova York el desembre de 1957. El febrer de 1958, va patir un altre atac de cor a l' Arizona Biltmore Hotel de Phoenix, poc després d'haver acabat de sopar. Cohn va morir en una ambulància de camí cap a l'Hospital.
Pràcticament tota la comunitat de Hollywood va assistir a l'extravagant funeral de Cohn a l'escenari 12 dels estudis Columbia on Red Skelton va fer la famosa cita (possiblement apòcrifa): "Prova el que sempre va dir Harry: Dona al públic el que vol i sortiran per ell". Cohn és enterrat al Hollywood Forever Cemetery a Hollywood.

## Retrat mediàtic
Cohn va ser interpretat per Michael Lerner a la pel·lícula de televisió de 1983 Rita Hayworth: The Love Goddess i per Eric Roberts a la pel·lícula de 2018 Frank & Ava.

## Filmografia parcial
- 1925: Rose of the World de Harry Beaumont
- 1927: The Warning de George B. Seitz
- 1928: The Matinee Idol de Frank Capra
- 1928: Broadway Daddies de Fred Windemere
- 1930: Tol'able David de John G. Blystone
- 1930: The Dawn Trail de Christy Cabanne
- 1930: Ladies of Leisure de Frank Capra amb Barbara Stanwyck
- 1931: Ten Cents a Dance de Lionel Barrymore amb Barbara Stanwyck
- 1931: The Miracle Woman de Frank Capra amb Barbara Stanwyck
- 1931: The Criminal Code de Howard Hawks amb Walter Huston
- 1931: Platinum Blonde de Frank Capra amb Loretta Young i Jean Harlow
- 1932: Forbidden de Frank Capra amb Barbara Stanwyck
- 1932: Behind the Mask de John Francis Dillon
- 1932: The Bitter Tea of General Yen de Frank Capra amb Barbara Stanwyck
- 1932: American Madness de Frank Capra amb Walter Huston
- 1933: Lady for a Day de Frank Capra amb May Robson
- 1934: Va succeir una nit (It Happened One Night) de Frank Capra amb Clark Gable i Claudette Colbert
- 1934: Broadway Bill de Frank Capra amb Warner Baxter i Myrna Loy
- 1934: Twentieth Century de Howard Hawks amb Carole Lombard
- 1934: One Night of Love de Victor Schertzinger amb Grace Moore i Tullio Carminati
- 1936: Mr. Deeds Goes to Town de Frank Capra amb Gary Cooper i Jean Arthur
- 1936: The Whole Town's Talking de John Ford
- 1936: The Awful Truth de Leo McCarey amb Cary Grant et Irene Dunne
- 1937: Horitzons perduts (Lost Horizon) de Frank Capra amb Ronald Colman
- 1938: No us l'endureu pas (You Can't Take It With You) de Frank Capra amb James Stewart, Jean Arthur i Lionel Barrymore
- 1939: Mr. Smith Goes to Washington de Frank Capra amb James Stewart, Jean Arthur i Claude Rains
- 1939: Només els àngels tenen ales (Only Angels Have Wings) de Howard Hawks amb Cary Grant, Jean Arthur i Irene Dunne
- 1944: Les models (Cover Girl) de Charles Vidor amb Rita Hayworth i Gene Kelly
- 1946: Gilda de Charles Vidor amb Rita Hayworth i Glenn Ford
- 1947: La dama de Xangai (The Lady from Shanghai) d'Orson Welles ambRita Hayworth i Orson Welles
- 1950: Nascuda ahir (Born Yesterday) de George Cukor amb Judy Holliday i William Holden
- 1955: Picnic de Joshua Logan amb William Holden i Kim Novak
- 1957: Pal Joey de George Sidney amb Rita Hayworth, Frank Sinatra i Kim Novak